# Marcel Pérès (acteur)
Pour le musicologue fondateur d'Ensemble Organum, voir Marcel Pérès (musique).
Pour les articles homonymes, voir Pérès et Marcel Pérès.
Marcel Pérès, né Marcel Jean Paul Laurent Farenc le 24 janvier 1898 à Castelsarrasin (Tarn-et-Garonne), et mort le 28 juin 1974 à Châlette-sur-Loing (Loiret), est un acteur de cinéma français.
Il a beaucoup tourné aux côtés de Jean Gabin et dans de nombreux films d'André Cayatte ou de Jean-Pierre Mocky. Il fut l'un des grands seconds rôles du cinéma français des années 1930 aux années 1970, avec plus de cent soixante-dix films et téléfilms à son actif.

## Biographie
Marcel Pérès est le fils d'un coiffeur qui disparait alors que le petit Marcel n'a que huit ans. Sa mère refait sa vie avec un certain Paul Pérès, qui dirige une troupe de théâtre ambulant. C'est de là que vient la vocation de Marcel, ainsi que de sa sœur Jeanne qui fera carrière au cinéma sous le nom de Jeanne Pérez. En 1932, celle-ci a été la troisième épouse de l'acteur Marcel Vallée (1880-1957).
Incorporé en avril 1917, il sert comme chauffeur d'automobile dans l'artillerie. Il obtient la Croix de guerre avec une citation et est rendu à la vie civile en 1920.
Entre 1914 et 1934, Marcel Pérès vit de petits boulots, en participant à des spectacles forains, comme machiniste de théâtre, figurant dans les « tournées Baret », et même comme chauffeur de taxi. Il décroche un petit rôle dans une revue de « Rip » (Georges-Gabriel Thenon). Puis, aidé par ses amis Jean Gabin et Roger Blin, il finit par s'imposer au cinéma dans les années 1930.
Il enchaîne quelques chefs-d'œuvre, comme Goupi Mains Rouges de Jacques Becker, Les Enfants du paradis de Marcel Carné (1945), ou Justice est faite d'André Cayatte (1950).
Il joue dans huit des films de Jean-Pierre Mocky. Au théâtre, Jean Anouilh fait souvent appel à lui, on le voit notamment dans Le Rendez-vous de Senlis, L'Invitation au château, Ardèle ou la Marguerite, Eurydice et Antigone.
Il fut inhumé au cimetière de Castelsarrasin, mais sa tombe a été reprise.

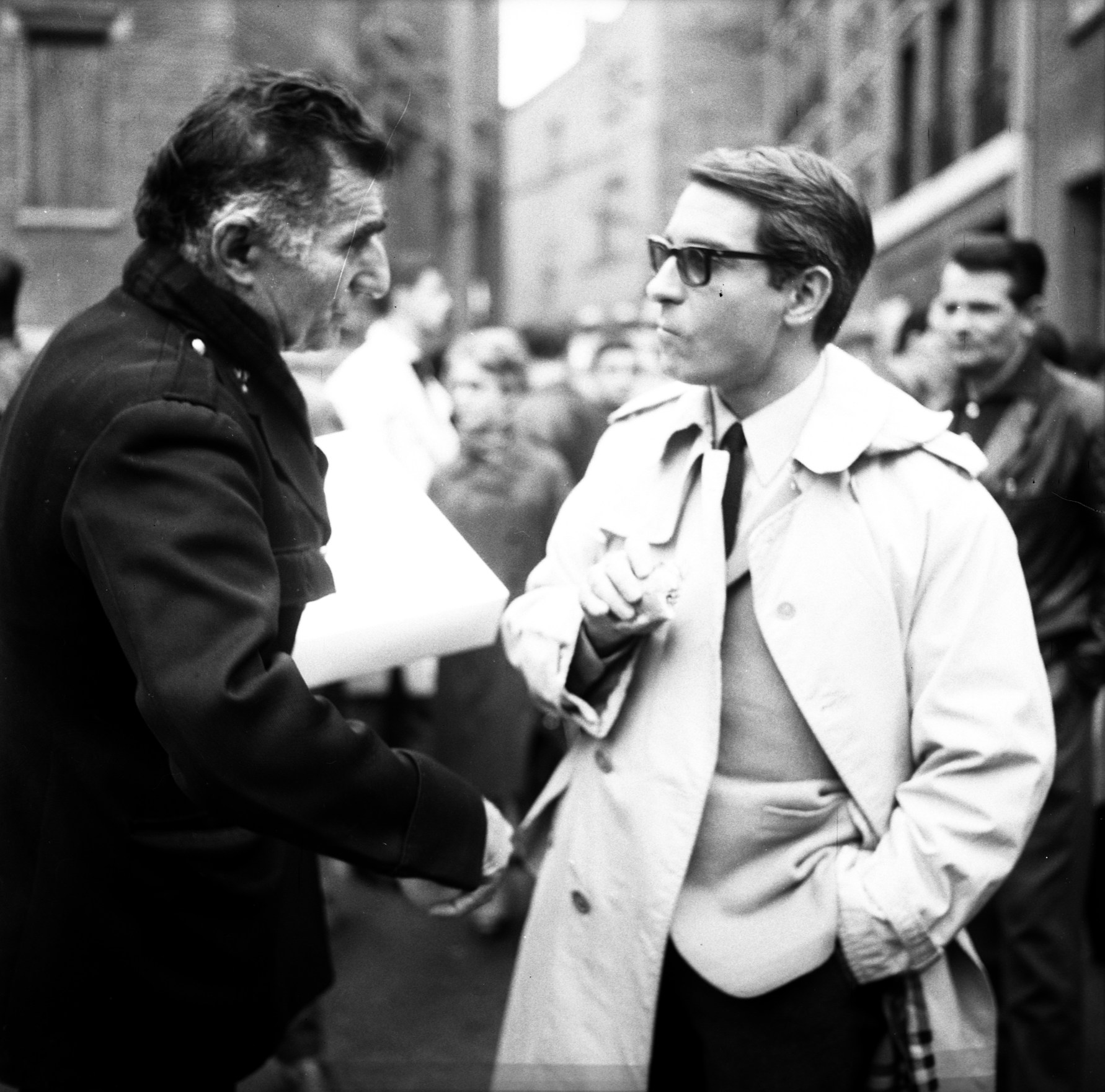
Marcel Pérès (à gauche) et Jean Poiret lors du tournage de La Bourse et la Vie, le 2 novembre 1965, à Toulouse..

## Filmographie complète

### Cinéma
- 1925 : Napoléon de Abel Gance - Figuration

#### Années 1930
- 1935 : Un drôle de numéro - court métrage de Léo Mora : L'agent
- 1935 : Le Bébé de l'escadron ou Quand la vie était belle de René Sti
- 1935 : Haut comme trois pommes de Ladislas Vajda et Pierre Ramelot : Monsieur Batton
- 1935 : Variétés, de Nicolas Farkas
- 1937 : Nostalgie de Victor Tourjansky : Le valet de Virine
- 1938 : Mollenard ou Capitaine corsaire de Robert Siodmak : Un homme d'équipage
- 1938 : La Plus Belle Fille du monde de Dimitri Kirsanoff
- 1938 : L'Accroche-cœur ou Riviera express de Pierre Caron
- 1938 : Belle Étoile de Jacques de Baroncelli
- 1938 : La Bête humaine de Jean Renoir : Un lampiste
- 1938 : Carrefour de Kurt Bernhardt : Le greffier
- 1938 : Les Femmes collantes de Pierre Caron
- 1938 : Gosse de riche de Maurice de Canonge
- 1938 : Hôtel du Nord de Marcel Carné : Un client du restaurant
- 1938 : Métropolitain de Maurice Cam : L'ouvrier
- 1938 : Monsieur Coccinelle de Dominique Bernard-Deschamps : Brutus Dupont
- 1938 : Prisons de femmes de Roger Richebé : Le marinier
- 1938 : Le Quai des brumes de Marcel Carné : Le chauffeur du camion
- 1938 : Retour à l'aube de Henri Decoin : Le pharmacien
- 1938 : L'Avion de minuit de Dimitri Kirsanoff
- 1939 : La Belle Revanche de Paul Mesnier
- 1939 : Mon oncle et mon curé de Pierre Caron
- 1939 : Place de la Concorde de Karel Lamač : Le fiancé
- 1939 : Ultimatum de Robert Wiene : Un soldat Autrichien
- 1939 : Vidocq de Jacques Daroy
- 1939 : La Charrette fantôme de Julien Duvivier : Un consommateur
- 1939 : Le déserteur ou Je t'attendrai de Léonide Moguy
- 1939 : Le Corsaire (film resté inachevé) de Marc Allégret
- 1939 : Le jour se lève de Marcel Carné : Paulo, un ouvrier sableur
- 1939 : Louise de Abel Gance : Le sculpteur
- 1939 : Les Otages de Raymond Bernard : Tartagnac
- 1939 : La Tradition de minuit de Roger Richebé : Louis Fraipont, le boucher
- 1939 : Descendons l'avenue de la grande armée - court métrage de Max Joly
- 1939 : Les Gangsters du château d'If de René Pujol
- 1939 : Paris-New York de Yves Mirande

#### Années 1940
- 1940 : Paradis perdu de Abel Gance : Un consommateur
- 1940 : L'Émigrante de Léo Joannon : Un émigrant
- 1940 : Les Surprises de la radio de Marcel Aboulker, signé Marcel Paul : Le greffier
- 1940 : Métropolitain de Maurice Cam
- 1941 : La Nuit de décembre de Kurt Bernhardt : Le chauffeur du prince
- 1941 : Parade en sept nuits de Marc Allégret : Le responsable de la fourrière
- 1941 : Remorques de Jean Grémillon : Le Meur
- 1941 : L'Assassinat du Père Noël de Christian-Jaque : Rambert
- 1941 : Péchés de jeunesse de Maurice Tourneur : Le bonimenteur
- 1941 : Nous les gosses de Louis Daquin : L'ouvrier
- 1941 : Le pavillon brûle de Jacques de Baroncelli
- 1941 : Le Briseur de chaînes de Jacques Daniel-Norman : Billembois
- 1942 : Caprices de Léo Joannon : Le gendarme
- 1942 : Le journal tombe à cinq heures de Georges Lacombe : Requin
- 1942 : L'assassin habite au 21 de Henri-Georges Clouzot : L'inspecteur Bellandieu
- 1942 : Les affaires sont les affaires de Jean Dréville : Jules, le jardinier
- 1943 : Coup de feu dans la nuit de Robert Péguy : Un contrebandier
- 1943 : Une étoile au soleil de André Zwobada
- 1943 : Le Comte de Monte-Cristo de Robert Vernay : Un géôlier dans la première époque - Edmond Dantès
- 1943 : Le Baron fantôme de Serge de Poligny - Léopold, le frère de Frébonie
- 1943 : Goupi Mains Rouges de Jacques Becker : Eusèbe, le gendarme
- 1943 : Adieu Léonard de Pierre Prévert : Le patron de « La Confiance »
- 1943 : Adémaï bandit d'honneur de Gilles Grangier : Brucci
- 1943 : L'Escalier sans fin de Georges Lacombe : Mr Le Verrier
- 1944 : Les Petites du quai aux fleurs de Marc Allégret : L'agent 55, de Fontainebleau
- 1944 : Coup de tête de René Le Hénaff
- 1944 : Le Bossu de Jean Delannoy : Farnza
- 1945 : Sortilèges de Christian-Jaque : Un villageois
- 1945 : Le Mystère Saint-Val de René Le Hénaff : Le brigadier
- 1945 : Les Enfants du paradis (Première époque : Le boulevard du crime) de Marcel Carné : Le directeur des « Funambules »
- 1945 : Les Enfants du paradis (Seconde époque : L'homme blanc) de Marcel Carné : Le directeur des « Funambules »
- 1945 : François Villon de André Zwobada : Le Goliard
- 1945 : La Route du bagne de Léon Mathot
- 1946 : Lunegarde de Marc Allégret
- 1946 : Panique de Julien Duvivier : Cermanutti
- 1946 : Les Clandestins ou Danger de mort de André Cayatte
- 1946 : Raboliot de Jacques Daroy : Un paysan
- 1946 : Monsieur Grégoire s'évade de Jacques Daniel-Norman : Chauvinot, l'aîné
- 1946 : Roger la honte de André Cayatte
- 1946 : On demande un ménage de Maurice Cam : L'automobiliste
- 1946 : Martin Roumagnac de Georges Lacombe : Paulo, le contremaître de Martin
- 1946 : Le Couple idéal ou Voyage au pays des loufoques de Bernard-Roland : Le secrétaire du commissaire
- 1947 : Les Aventures de Casanova de Jean Boyer : Le sergent - dans la première époque Le chevalier de l'aventure
- 1947 : Voyage Surprise de Pierre Prévert : L'aubergiste et le faux Turc
- 1947 : Dernier Refuge de Marc Maurette : Louis
- 1947 : Le Beau Voyage de Alain Cuny
- 1947 : Monsieur Vincent de Maurice Cloche : La Fouille
- 1948 : La Renégate de Jacques Séverac : Manuel
- 1948 : La Grande Maguet de Roger Richebé : Le forgeron
- 1948 : Clochemerle de Pierre Chenal : Le père Brodequin
- 1948 : Carrefour du crime de Jean Sacha - L'agent
- 1948 : La Dame d'onze heures de Jean-Devaivre - Le cantonnier
- 1948 : L'Ombre de André Berthomieu : L'inspecteur Merlin
- 1948 : L'Armoire volante de Carlo Rim : Fréjus, un déménageur
- 1948 : Scandale de René Le Hénaff : Monsieur Porteval
- 1949 : Les Amants de Vérone de André Cayatte : Domini
- 1949 : Fantômas contre Fantômas de Robert Vernay : Jules
- 1949 : La Ferme des sept péchés de Jean-Devaivre : Coupeau
- 1949 : La Veuve et l'Innocent de André Cerf : Lahotte
- 1949 : Ronde de nuit de François Campaux : Le père de Michel
- 1949 : On ne triche pas avec la vie ou Docteur Louise de René Delacroix et Paul Vandenberghe : Jacquet

#### Années 1950
- 1950 : Amédée de Gilles Grangier : Castapoue
- 1950 : Cartouche, roi de Paris de Guillaume Radot : Le recruteur
- 1950 : Au revoir Monsieur Grock de Pierre Billon : Fracassa
- 1950 : Le 84 prend des vacances de Léo Joannon : Le brigadier
- 1950 : Le Furet ou Crime à vendre de Raymond Leboursier : Monsieur Bonvalet
- 1950 : Justice est faite de André Cayatte : Évariste Malingué, agriculteur, deuxième juré
- 1950 : Coups de chapeau - court métrage de Christian Stengel : Le boucher
- 1950 : Soldats d'eau douce - court métrage de Jean Leduc
- 1951 : La vie est un jeu de Raymond Leboursier
- 1951 : Boîte de nuit de Alfred Rode : L'inspecteur
- 1951 : Le Chéri de sa concierge de René Jayet : Bellamy
- 1951 : Monsieur Octave ou L'escargot - Film inédit de Maurice Téboul « Boutel »
- 1951 : Deux sous de violettes de Jean Anouilh : Le contremaître
- 1952 : Les Quatre Sergents du Fort Carré de André Hugon : Léonard
- 1952 : Le Plaisir de Max Ophüls : Monsieur Duvert, un client de la maison, dans le sketch La maison Tellier
- 1952 : Seuls au monde de René Chanas : Monsieur Morin
- 1952 : Nous sommes tous des assassins de André Cayatte : Malingué, un condamné
- 1952 : Le Rideau rouge ou Ce soir on joue Mac-Beth de André Barsacq : Le machiniste
- 1952 : Le Secret d'une mère de Jean Gourguet
- 1952 : La Bergère et le Ramoneur - Dessin animé de Paul Grimault : Voix de « Le Belluaire »
- 1953 : La Vie d'un honnête homme de Sacha Guitry : Le commissaire Vincent
- 1953 : Alerte au Sud de Jean-Devaivre : Le général
- 1953 : Les Trois Mousquetaires de André Hunebelle : Un geôlier
- 1953 : Les Enfants de l'amour de Léonide Moguy : Monsieur Landrieu
- 1954 : Avant le déluge de André Cayatte : L'inspecteur Malingué
- 1954 : Le Prince au masque rouge (Il cavaliere di maison rouge) de Vittorio Cottafavi : Simon
- 1954 : Cadet-Rousselle de André Hunebelle : Martin
- 1955 : Le Fils de Caroline Chérie de Jean-Devaivre : « Frégas les Papillotes », le chef des guérilleros
- 1955 : Gas-oil de Gilles Grangier : Le coiffeur
- 1955 : Cela s'appelle l'aurore de Luis Buñuel : Fesco
- 1956 : Papa, maman, ma femme et moi de Jean-Paul Le Chanois : L'entrepreneur en bâtiment
- 1956 : Mon curé champion du régiment de Émile Couzinet : L'adjudant
- 1956 : Marie-Antoinette de Jean Delannoy : Simon, le garde analphabète
- 1956 : Coup dur chez les mous de Jean Loubignac : Un agent
- 1956 : Toute la ville accuse de Claude Boissol : Le militaire sur le trottoir
- 1956 : Les Copains du dimanche de Henri Aisner
- 1956 : Si Paris nous était conté de Sacha Guitry : Hermann
- 1956 : Le sang à la tête de Gilles Grangier : Thévenot, le marinier
- 1956 : La Route joyeuse (The happy road) de Gene Kelly
- 1957 : Je reviendrai à Kandara de Victor Vicas : L'agent
- 1957 : Tahiti ou la Joie de vivre de Bernard Borderie
- 1957 : Les Vendanges (The Vintage) de Jeffrey Hayden
- 1957 : L'Ami de la famille de Jack Pinoteau
- 1957 : Une Parisienne de Michel Boisrond : Le général
- 1957 : À Paris tous les deux (Paris Holiday) de Gerd Oswald : Le gardien de l'institut
- 1957 : Le Chômeur de Clochemerle de Jean Boyer - Beausoleil, le garde champêtre
- 1957 : Trois jours à vivre de Gilles Grangier : Le propriétaire du théâtre
- 1958 : La Tour, prends garde ! de Georges Lampin : Chamonet
- 1958 : Quand sonnera midi de Edmond T. Gréville : Le gardien de prison
- 1958 : Le Miroir à deux faces de André Cayatte : Le patron du bistrot
- 1958 : La P... sentimentale de Jean Gourguet
- 1959 : Les Jeux dangereux de Pierre Chenal : L'homme qui se rase
- 1959 : Archimède le clochard de Gilles Grangier : Un homme sandwich
- 1959 : Énigme aux Folies Bergère de Jean Mitry
- 1959 : Maigret et l'affaire Saint-Fiacre de Jean Delannoy : Le bedeau

#### Années 1960
- 1960 : Les Yeux sans visage de Georges Franju : Un homme au cimetière
- 1960 : Les Frangines de Jean Gourguet : L'inspecteur
- 1960 : Interpol contre X de Maurice Boutel : Victor Belloy
- 1960 : Comment qu'elle est de Bernard Borderie : Le premier agent cycliste
- 1960 : Les Mordus de René Jolivet : Le bistrot
- 1960 : Le capitan de André Hunebelle : L'aubergiste de la Pomme d'Or
- 1960 : Le Caïd de Bernard Borderie : Albert, l'agent de la circulation
- 1961 : La Pendule à Salomon de Vicky Ivernel
- 1962 : La Traversée de la Loire de Jean Gourguet
- 1962 : Maléfices de Henri Decoin : Monsieur Chauvin
- 1963 : Le Glaive et la Balance de André Cayatte : Un juré
- 1963 : Mathias Sandorf de Georges Lampin : Zirone
- 1963 : Les Bricoleurs de Jean Girault
- 1963 : Méfiez-vous, mesdames de André Hunebelle : Le gardien de prison
- 1963 : L'assassin connaît la musique... de Pierre Chenal
- 1963 : Un drôle de paroissien de Jean-Pierre Mocky : L'inspecteur-chef Raillargaud
- 1963 : À toi de faire... mignonne de Bernard Borderie
- 1964 : Jean-Marc ou la Vie conjugale de André Cayatte : Un locataire
- 1964 : Françoise ou la Vie conjugale de André Cayatte : Un locataire
- 1964 : Monsieur de Jean-Paul Le Chanois : Le jardinier
- 1964 : La Chance et l'amour de Eric Schlumberger : Monsieur Feuillard - dans le sketch Les fiancés de la chance
- 1964 : La grande frousse ou La cité de l'indicible peur de Jean-Pierre Mocky : L'inspecteur Virgus
- 1964 : Le Petit Monstre de Jean-Paul Sassy
- 1965 : Les Grandes Gueules de Robert Enrico : Jubo
- 1965 : Pas de caviar pour tante Olga de Jean Becker
- 1966 : Deux heures à tuer de Yvan Govar : Le chef de gare
- 1966 : La Bourse et la Vie de Jean-Pierre Mocky : Le portier de l'agence de Toulouse
- 1967 : Les Compagnons de la marguerite de Jean-Pierre Mocky : Le gendarme Job
- 1967 : Les Risques du métier de André Cayatte : Monsieur Vignal
- 1968 : Les Cracks de Alex Joffé : Le garde-barrières
- 1968 : La Grande Lessive (!) de Jean-Pierre Mocky : L'inspecteur Toilu
- 1969 : La Voie lactée de Luis Buñuel : Le curé de l'auberge Espagnole
- 1969 : La Fiancée du pirate de Nelly Kaplan : Le pépé grabataire
- 1969 : Solo de Jean-Pierre Mocky : Le maître d'hôtel

#### Années 1970
- 1970 : Le Passager de la pluie de René Clément : Le chef de gare
- 1970 : L'Étalon de Jean-Pierre Mocky : Le colonel Mourson
- 1970 : Dernier Domicile connu de José Giovanni : Monsieur Lenoir
- 1971 : Mourir d'aimer de André Cayatte : Le grand-père
- 1971 : L'Albatros de Jean-Pierre Mocky : Pierson
- 1971 : La Part des lions de Jean Larriaga : Le clochard
- 1974 : Le Fantôme de la liberté de Luis Buñuel : Un moine

#### Note
Marcel Pérès est mentionné dans certaines filmographies comme acteur dans La Horse (1969) de  Pierre Granier-Deferre, alors qu'il n'apparait pas dans les copies actuellement visibles.

### Télévision
- 1954 : Le Chevalier de Maison-Rouge de Maurice Cazeneuve
- 1955  : Une enquête de l'inspecteur Ollivier de Marcel Cravenne, épisode La Boîte de pastilles
- 1955 : Jean, le cocher de René Lucot
- 1956 : L'Énigme du temple de Stellio Lorenzi
- 1956 : Sainte Jeanne de Claude Loursais
- 1957 : L'habit vert de Marcel Cravenne
- 1958 : En votre âme et conscience :  Le Troisième Accusé ou l'Affaire Gayet de Claude Barma
- 1958 : Si c'était vous de Marcel Bluwal
- 1958 : Les Tentations de La Fontaine de Pierre Viallet
- 1958 : Vacances 58 de André Leroux
- 1958 : Le Voyage de monsieur Perrichon de Stellio Lorenzi
- 1959 : Madame Aïcha, voyante de Jean Faurez
- 1960 : Chacun sa vérité de Jean Prat
- 1960 : Le Lien de Guy Lessertisseur
- 1962 : L'inspecteur Leclerc enquête de Claude Barma, épisode : La mort d'un fantôme : Le convalescent
- 1962 : L'inspecteur Leclerc enquête, épisode Un mort sans portefeuille de Yannick Andreï
- 1963 : Mon oncle Benjamin de René Lucot
- 1963 : Le Timide du palais de René Lucot
- 1964 : Le Magasin des antiquités de René Lucot
- 1964 : Le Matelot de nulle part de Marcel Cravenne : Le sergent
- 1964 : Le Perroquet et le fils Hocquet de Pierre Prévert
- 1964 : L'Abonné de la ligne U - Feuilleton en 40 épisodes de 15 min - de Yannick Andreï : Cercout
- 1964 : Le Théâtre de la jeunesse : David Copperfield de Marcel Cravenne : Tungay
- 1965 : Le Théâtre de la jeunesse : Sans famille de Yannick Andreï : Monsieur Barbarin
- 1966 : Indiana de Edmond Tyborowski
- 1966 : Allô Police, épisode L’Affaire Alaric III par Daniel Leconte
- 1966 : Les Compagnons de Jéhu - Feuilleton en 6 épisodes de 52 min - de Michel Drach : Le vieux
- 1966 : Les Cinq Dernières Minutes, épisode Pigeon vole de Claude Loursais : Albert
- 1967 : La Dame de Gai-Fredon de André Teisseire
- 1967 : Huckleberry Finn de Marcel Cravenne
- 1967 : Les Enquêtes du commissaire Maigret de René Lucot, épisode : La Tête d'un homme : Le père Heurtin
- 1967 : Le Chevalier Tempête - Feuilleton en trois épisodes de 75 min et un de 90 min - de Yannick Andreï
- 1967 : Malican père et fils, épisode Escroquerie de Marcel Cravenne
- 1968 : L'Éventail de Séville - Feuilleton en 13 épisodes de 26 min - de René Wheeler
- 1968 : La Prunelle - Feuilleton en 13 épisodes de 30 min - de Edmond Tyborowski
- 1969 : Les Trois Portes de Abder Isker : Joseph
- 1969 : Les Aventures de Tom Sawyer (de) de Wolfgang Liebeneiner (TV) : Le père d'Huckleberry Finn
- 1970 : Le Chien qui a vu dieu de Paul Paviot : Frigimélica
- 1970 : Lancelot du Lac de Claude Santelli : le paysan
- 1971 : Robert Macaire (téléfilm, 1971) de Pierre Bureau : un villageois
- 1971 : Les Chauffeurs du nord – Les Nouvelles Aventures de Vidock de Marcel Bluwal
- 1971 : Tang - Feuilleton en 13 épisodes de 26 min - d'André Michel
- 1972 : La Cerisaie de Stellio Lorenzi - Pitschik
- 1974 : Mort au jury - Feuilleton en 4 épisodes de 25 min - de Jean Cabin-Maley

## Théâtre
- 1938 : La Dame de bronze et le Monsieur de cristal de Henri Duvernois, mise en scène Alice Cocéa, Théâtre des Ambassadeurs
- 1938 : Le Misanthrope de Molière, mise en scène Sylvain Itkine, Théâtre des Ambassadeurs
- 1938 : La Cruche cassée d'Heinrich von Kleist, mise en scène Georges Douking, Théâtre des Ambassadeurs
- 1941 : Le Rendez-vous de Senlis de Jean Anouilh, mise en scène André Barsacq, Théâtre de l'Atelier
- 1941 : Eurydice de Jean Anouilh, mise en scène André Barsacq, Théâtre de l'Atelier
- 1947 : L'Invitation au château de Jean Anouilh, mise en scène André Barsacq, Théâtre de l'Atelier
- 1948 : Ardèle ou la Marguerite de Jean Anouilh, mise en scène Roland Piétri, Comédie des Champs-Élysées
- 1951 : Colombe de Jean Anouilh, mise en scène André Barsacq, Théâtre de l'Atelier
- 1952 : La Tête des autres de Marcel Aymé, mise en scène André Barsacq, Théâtre de l'Atelier
- 1953 : L'Alouette de Jean Anouilh, mise en scène de l'auteur et Roland Piétri, Théâtre Montparnasse
- 1954 : Le Rendez-vous de Senlis de Jean Anouilh, mise en scène André Barsacq, Théâtre de l'Atelier
- 1955 : Les Oiseaux de lune de Marcel Aymé, mise en scène André Barsacq, Théâtre de l'Atelier
- 1957 : L'Habit vert de Robert de Flers et Gaston Arman de Caillavet, mise en scène Marcel Cravenne [6]
- 1958 : L'Anniversaire de John Whiting, mise en scène Pierre Valde, Théâtre du Vieux-Colombier
- 1959 : L'Hurluberlu de Jean Anouilh, mise en scène Roland Piétri, Comédie des Champs-Élysées
- 1961 : L'Hurluberlu de Jean Anouilh, mise en scène Roland Piétri, Théâtre des Célestins
- 1961 : La Grotte de Jean Anouilh, mise en scène de l'auteur et Roland Piétri, Théâtre Montparnasse
- 1962 : L'Invitation au château de Jean Anouilh, mise en scène André Barsacq, Théâtre des Célestins
- 1964 : Richard III de Shakespeare, mise en scène Jean Anouilh et Roland Piétri, Théâtre Montparnasse
- 1969 : L'Ascenseur électrique de Julien Vartet, mise en scène Roland Piétri, Théâtre de la Renaissance